# 杜德文
杜德文（？—），女，中华人民共和国外交官，曾任中华人民共和国驻吉尔吉斯共和国特命全权大使。

## 生平
杜德文曾在重庆外国语学校就读。在外交部工作期间曾为中国国家领导人担任翻译。她曾任驻俄罗斯大使馆参赞。2011年9月，出任中华人民共和国驻阿拉木图总领事。2014年11月，自驻阿拉木图总领事离任。2015年2月，任外交部外事管理司副司长。2019年3月，出任中华人民共和国驻吉尔吉斯斯坦大使。2024年12月，自驻吉尔吉斯斯坦大使离任。